# Phronesis
Phronesis este o trupă de jazz formată din trei artisti din Londra. În 2005, trio-ul s-a format în jurul contrabasului danez Jasper Høiby, completat de pianistul britanic Ivo Neame și cu bateristul suedez Anton Eger. 

## Istoric
Trupa cântă la nivel internațional, incluzând Jazz Standard la New York, Festivalul de Jazz de la Montreal, Festivalul de Jazz din Marea Nordului și Festivalul de Jazz Brecon.
Al treilea album al trio-ului, Alive a fost înregistrat în 2010 pentru editia britanica Independent-Label împreună cu bateristul american Mark Guiliana, din moment ce Eger era indispensabil. Albumul a fost desemnat ca Jazz Album of the Year , de revistele Jazzwise și MOJO. În 2013, Phronesis a atras foarte multă atenție atunci când a avut spectacol la Queen Elizabeth Hall din Londra.
În anul 2019 trupa Phronesis au fost prezentă printre artișii festivalului Smida Jazz, din Munții Apuseni.

## Stil
Phronesis este, potrivit revistei Jazzwise, „cel mai interesant și imaginativ trio de la e.s.t.” („the most exciting and imaginative piano trio since e.s.t. - Esbjörn Svensson Trio "). 

## Discografie

### Albume
| an   | titlu            | etichetă              | notă                                            |
| ---- | ---------------- | --------------------- | ----------------------------------------------- |
| 2007 | Război organic   | Înregistrări de bucle |                                                 |
| 2009 | Green întârziere | Înregistrări de bucle |                                                 |
| 2010 | în viață         | ediție                | care îl are pe bateristul invitat Mark Guiliana |
| 2012 | Mersul întunecat | ediție                |                                                 |
| 2014 | Viața la orice   | ediție                |                                                 |
| 2016 | papalaxă         | ediție                |                                                 |
| 2017 | Behemoth         | ediție                | cu hr-Bigband                                   |
| 2018 | Suntem cu toții  | ediție                |                                                 |